# Asfaltkartellen
Asfaltkartellen var en korruptionskandal inom svenskt näringsliv. Efter sex års utredning och processer lyckades Konkurrensverket 2009 vinna över ett antal stora byggföretag, som dömdes att betala höga böter. Speciellt anmärkningsvärt var att även en statlig myndighet, Vägverket, tillhörde kartellen och dömdes att betala 50 miljoner kronor i böter. Ännu större bötesbelopp drabbade några av de övriga medlemmarna av kartellen, i vilka ingick NCC, Skanska, Peab och några mindre aktörer. Bötesbeloppen uppgick till totalt ca 500 miljoner kronor. Effekten av kartellen bestod i att staten och ett stort antal kommuner sannolikt tvingades betala överpriser för asfaltläggningsarbeten, som de beställt. Exakt hur stora överpriserna var har dock inte fastställts i domstol. Kartellen påstods ha funnits redan på 1960-talet, men länge undgått upptäckt. Konkurrensverkets talan avgränsades dock till en kortare period.
En liknande kartell fanns även i Finland.